# Телль-Рифъат
Телль-Рифъат (араб. تل رفعت‎) — город на северо-западе Сирии, расположенный на территории мухафазы Халеб. Входит в состав района Аазаз.

## История
В древности на месте Телль-Рифъата располагался арамейский город-государство Арпад. Впервые «страна Арпад» упоминается в надписи ассирийского царя Адад-нирари III, датированной 805/804 годом до н. э. Длительное время являлся одним из наиболее значимых городов-государств Северной Сирии, противостоявших военной экспансии ассирийцев. В период с 743 по 741/740 гг. до н. э. Арпад подвергался осаде войск Тиглатпасалара III, окончившейся взятием города и включением его в состав Ассирии.
15 февраля 2016 года был взят штурмом союзными правительству Башара Асада отрядами ополчения и курдской самообороны. Контроль над городом позволил отрезать северные пути снабжения повстанцев, находившихся в Алеппо.

## Географическое положение
Город находится в северо-западной части мухафазы, на высоте 457 метров над уровнем моря.

Телль-Рифъат расположен на расстоянии приблизительно 25 километров к северу от Алеппо, административного центра провинции и на расстоянии 330 километров к северо-северо-востоку (NNE) от Дамаска, столицы страны.

## Население
По данным официальной переписи 2004 года численность населения города составляла 20 514 человек.

## Транспорт
Ближайший гражданский аэропорт расположен в городе Алеппо.